# Poiana Gruii, Mehedinți
Poiana Gruii este un sat în comuna Gruia din județul Mehedinți, Oltenia, România.